# Arenac County
Arenac County ist ein County im Bundesstaat Michigan der Vereinigten Staaten. Der Verwaltungssitz (County Seat) ist Standish. Das U.S. Census Bureau hat bei der Volkszählung 2020 eine Einwohnerzahl von 15.002 ermittelt.

## Geographie
Das County liegt im mittleren Nordosten der Unteren Halbinsel von Michigan, grenzt im Osten an den Lake Huron, einem der 5 großen Seen, und hat eine Fläche von 1763 Quadratkilometern, wovon 813 Quadratkilometer Wasserfläche sind. Es grenzt im Uhrzeigersinn an folgende Countys: Iosco County, Bay County, Gladwin County und Ogemaw County.

## Geschichte
Arenac County wurde 1831 als Original-County aus freiem Territorium gegründet. 1857 ging es im Bay County auf und wurde 1883 wieder selbständig. Benannt wurde es von Henry Schoolcraft nach einem Wort aus der indianischen Sprache.
Sechs Bauwerke und Stätten des Countys sind im National Register of Historic Places eingetragen (Stand 17. November 2017).

## Demografische Daten

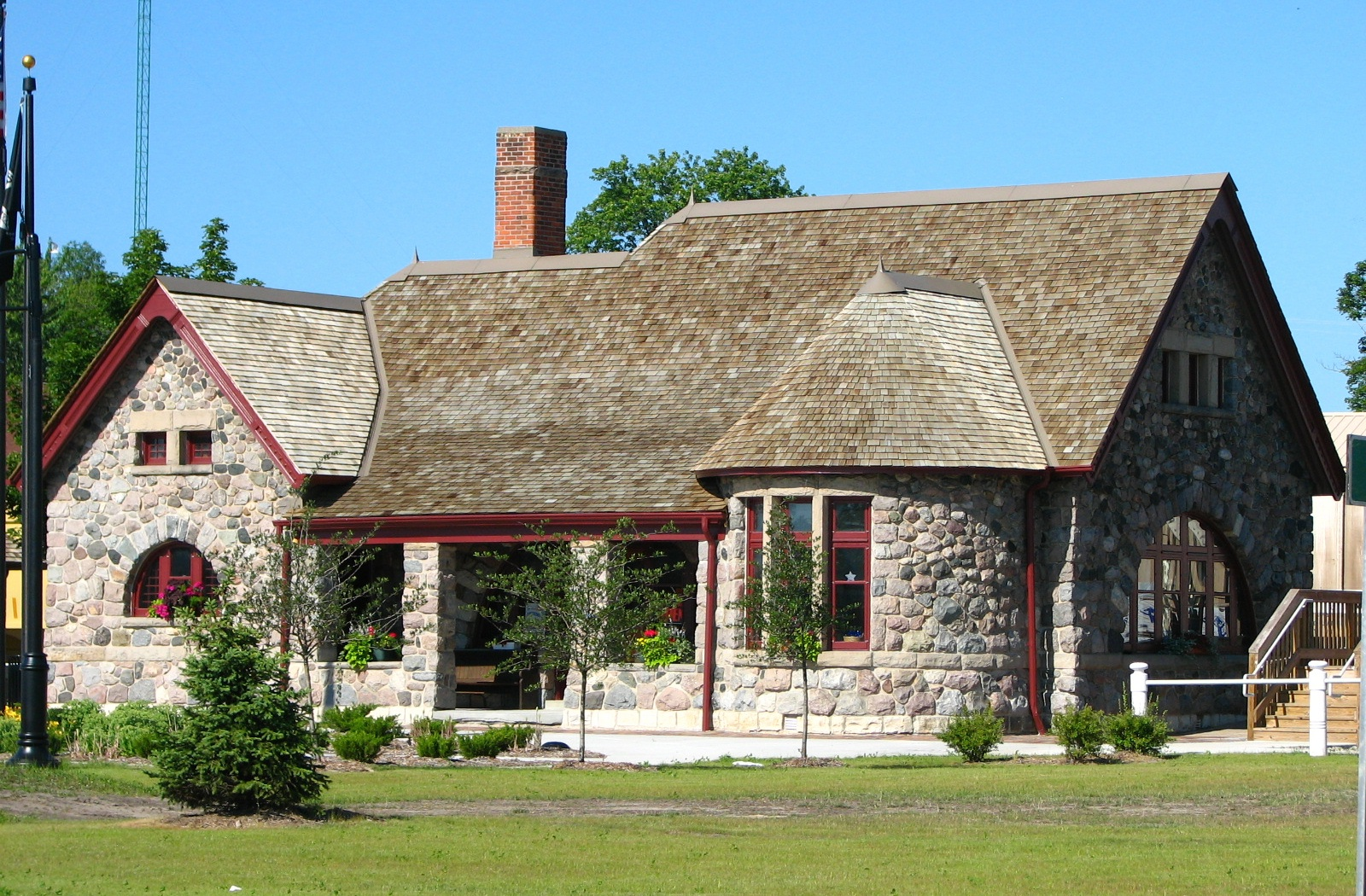
Michigan Central Railroad Standish Depot, gelistet im NRHP mit der Nr. 91000215

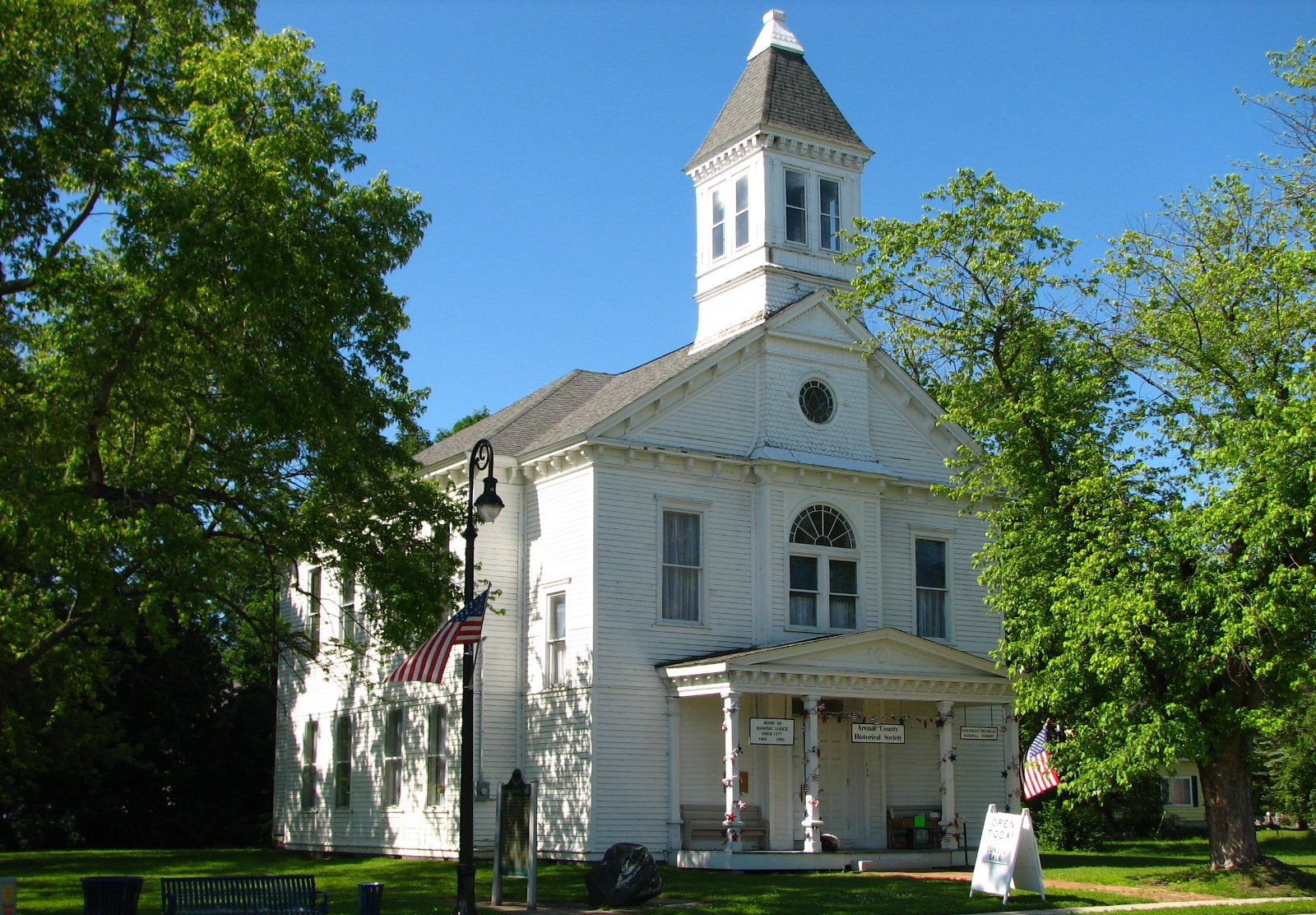
Zweites Arenac County Courthouse, gelistet im NRHP mit der Nr. 82002823

Nach der Volkszählung im Jahr 2000 lebten im Arenac County 17.269 Menschen in 6.710 Haushalten und 4.717 Familien. Die Bevölkerungsdichte betrug 18 Einwohner pro Quadratkilometer. Ethnisch betrachtet setzte sich die Bevölkerung zusammen aus 95,38 Prozent Weißen, 1,82 Prozent Afroamerikanern, 0,95 Prozent amerikanischen Ureinwohnern, 0,29 Prozent Asiaten, 0,01 Prozent Bewohnern aus dem pazifischen Inselraum und 0,21 Prozent aus anderen ethnischen Gruppen; 1,33 Prozent stammten von zwei oder mehr Ethnien ab. 1,38 Prozent der Bevölkerung waren spanischer oder lateinamerikanischer Abstammung.
Von den 6.710 Haushalten hatten 29,0 Prozent Kinder unter 18 Jahren, die bei ihnen lebten. 57,0 Prozent waren verheiratete, zusammenlebende Paare, 9,0 Prozent waren allein erziehende Mütter und 29,7 Prozent waren keine Familien. 25,5 Prozent waren Singlehaushalte und in 12,3 Prozent lebten Menschen im Alter von 65 Jahren oder darüber. Die Durchschnittshaushaltsgröße betrug 2,45 und die durchschnittliche Familiengröße lag bei 2,92 Personen.
23,3 Prozent der Bevölkerung waren unter 18 Jahre alt. 7,8 Prozent zwischen 18 und 24 Jahre, 26,8 Prozent zwischen 25 und 44 Jahre, 25,5 Prozent zwischen 45 und 64 Jahre und 16,6 Prozent waren 65 Jahre oder älter. Das Durchschnittsalter betrug 40 Jahre. Auf 100 weibliche Personen kamen 105,4 männliche Personen. Auf 100 Frauen im Alter von 18 Jahren und darüber kamen statistisch 104,4 Männer.
Das jährliche Durchschnittseinkommen eines Haushalts betrug 32.805 USD, das Durchschnittseinkommen einer Familie 39.033 USD. Männer hatten ein Durchschnittseinkommen von 31.205 USD, Frauen 20.363 USD. Das Prokopfeinkommen betrug 16.300 USD. 11,3 Prozent der Familien und 13,9 Prozent der Bevölkerung lebten unterhalb der Armutsgrenze.

## Orte im County
- Alger
- Au Gres
- Birchwood Shores
- Delano
- Glenwood Beach
- Hammell Beach
- Harmon City Heights
- Knights Mill
- Maple Ridge
- Melita
- Morres Junction
- Omer
- Pine River
- Pine Wood Park
- Saganing
- Santiago
- Standish
- Sterling
- Turner
- Twining
- Wagner Beach
- Whites Beach
- Whitestone Point
- Worth

Townships
- Adams Township
- Arenac Township
- Au Gres Township
- Clayton Charter Township
- Deep River Township
- Lincoln Township
- Mason Township
- Moffatt Township
- Sherwood Township
- Standish Township
- Turner Township
- Whitney Township